# Microperoryctes longicauda
Microperoryctes longicauda — вид сумчастих ссавців із родини бандикутових.

## Морфологічна характеристика
Вага 350–670 грамів. Це наземний і ймовірно нічний вид.

## Ареал
Проживає в горах центральної Нової Гвінеї (Індонезія та Папуа-Нова Гвінея) і в горах Арфак (Індонезія). Трапляється на висотах від 1000 до 3950 м над рівнем моря.
Населяє середньогірські та гірські тропічні вологі ліси та субальпійські луки. Його можна зустріти як у первинному, так і в вторинному лісі.

## Загрози й охорона
Цьому виду загрожує полювання, особливо з собаками. Також йому загрожує хижацтво диких собак. Зустрічається на кількох заповідних територіях.